# دیوید فوی
دیوید فوی (انگلیسی: David Foy؛ زادهٔ ۲۰ اکتبر ۱۹۷۲) بازیکن فوتبال اهل بریتانیا است.
از باشگاه‌هایی که در آن بازی کرده‌است می‌توان به باشگاه فوتبال استراتفورد تاون، باشگاه فوتبال اسکانتورپ یونایتد، باشگاه فوتبال استافورد رانجرز، باشگاه فوتبال ووستر سیتی، باشگاه فوتبال بیرمنگام سیتی، و باشگاه فوتبال تاموورث اشاره کرد.